# Motronivka, Verhnodniprovsk
Motronivka (în ucraineană Мотронівка) este un sat în comuna Dmîtrivka din raionul Verhnodniprovsk, regiunea Dnipropetrovsk, Ucraina.

## Demografie
Componența lingvistică a localității Motronivka
     Ucraineană (89,22%)
     Rusă (4,79%)
     Română (3%)
     Belarusă (2,99%)
Conform recensământului din 2001, majoritatea populației localității Motronivka era vorbitoare de ucraineană (89,22%), existând în minoritate și vorbitori de rusă (4,79%), română (3%) și belarusă (2,99%).